# Waleri Alexandrowitsch Pokrowski
Waleri Alexandrowitsch Pokrowski (russisch Валерий Александрович Покровский; * 17. Mai 1978 in Swerdlowsk, Russische SFSR) ist ein russischer Eishockeyspieler, der zuletzt beim HK Spartak Moskau in der Kontinentalen Hockey-Liga unter Vertrag stand.

## Karriere
Waleri Pokrowski begann seine Karriere als Eishockeyspieler in der Nachwuchsabteilung von Awtomobilist Jekaterinburg. Im Seniorenbereich lief er erstmals für die Profimannschaft von SKA Sankt Petersburg auf, für das er von 1997 bis 2001 in der russischen Superliga aktiv war. In den folgenden beiden Jahren wechselte der Verteidiger mehrfach den Verein und stand in der Superliga beim HK Metschel Tscheljabinsk, HK Awangard Omsk und HK ZSKA Moskau unter Vertrag. 
Von 2003 bis 2008 spielte Pokrowski erneut für seinen Ex-Klub SKA Sankt Petersburg in der Superliga. Auch die Saison 2008/09 begann er in Sankt Petersburg, das in die neu gegründete Kontinentale Hockey-Liga aufgenommen worden war. In dieser gab er in zwei Spielen eine Torvorlage, ehe er die folgenden eineinhalb Jahre in der russischen Hauptstadt beim HK Spartak Moskau verbrachte. Für die Saison 2010/11 wurde der Russe von dessen Ligarivalen Amur Chabarowsk verpflichtet. Ein Jahr später wechselte Pokrowski zum HK Sibir Nowosibirsk, ehe er im Dezember 2011 zu Spartak Moskau zurückkehrte.

## Erfolge und Auszeichnungen
- 1998 Silbermedaille bei der Junioren-Weltmeisterschaft

## Statistik
(Stand: Ende der Saison 2010/11)